# کیم جونگ-مین
کیم جونگ-مین (کره‌ای: 김종민؛ انگلیسی: Kim Jong-min؛ زادهٔ ۲۴ سپتامبر ۱۹۷۹) خواننده، رقصنده و شخصیت تلویزیونی اهل کره جنوبی است. او عضو گروه کی-پاپ کویوته از سال ۲۰۰۰ و عضو ثابت وریتی شوی ۲ روز و ۱ شب از سال ۲۰۰۷ بوده‌است.
کیم جایزه‌های مختلفی از جمله جایزه بزرگ (دسانگ) در مراسم جوایز سرگرمی کی‌بی‌اس ۲۰۱۶، برای عملکردش در ۲ روز و ۱ شب را برنده شده است.